# Silene senno
Silene senno är en nejlikväxtart som först beskrevs av Philipp Franz von Siebold och Zucc., och fick sitt nu gällande namn av S.Akiyama. Silene senno ingår i släktet glimmar, och familjen nejlikväxter. Inga underarter finns listade i Catalogue of Life.